# Ludovic Morin
Ludovic Morram (Saint-Brieuc, 25 de agosto de 1873 - Cancale, 4 de setembro de 1930) foi um ciclista francês que se dedicou ao ciclismo em pista. Ganhou três vezes o Grande Prêmio de Paris.

## Palmarés
- 1893
  - 1.º no Grande Prêmio de Angers
- 1895
  - 1.º no Grande Prêmio de Paris de velocidade
- 1896
  - 1.º no Grande Prêmio de Paris de velocidade
  - 1.º no Grande Prêmio de Roubaix
- 1897
  - 1.º no Grande Prêmio de Paris de velocidade
  - 1.º no Grande Prêmio do UVF
  - 1898
  - Campeão da França de velocidade 
  - 1.º no Grande Prêmio do Espérance
  - 1.º no Grande Prêmio de Amberes